# Music Box (televizní stanice)
Music Box byla slovenská interaktivní hudební televize.

## Program
Hudební televize Music Box byla zcela interaktivní televizní stanice. Jednalo se o stanici, jejíž program určovali přímo diváci svým hlasováním prostřednictvím mobilního telefonu. Počet získaných hlasů byl vždy po skončení každého videoklipu zobrazen na televizní obrazovce, divák tak mohl sledovat klipy které měli nejvíce hlasů.

## Vysílání
Televizi bylo možné naladit pomocí kabelové televize nebo satelitu na území České a Slovenské republiky. Byla také možnost sledovat vysílání po internetu.